# 杜乾运
杜乾运（？—756年），唐朝将领。
杜乾运是杨国忠的心腹。安禄山叛乱，兵临潼关，哥舒翰守卫潼关，想要诛除激反安禄山的宰相杨国忠。猶豫未發，密謀败露。杨國忠于是上奏唐玄宗：「兵法说，安不忘危。大兵在潼關没有後殿，萬有一不利，京師危险了。」于是召募监牧小兒三千人，日夜訓練，派劍南军将李福、刘光庭分别統辖。又召募一萬人屯守灞上，以杜乾运為帥。哥舒翰怀疑圖谋自己，上表請求杜乾运兵马归属于他统辖，召杜乾运商议军机，至潼关，斬首梟于牙門，合并其軍。哥舒翰风疾加重，军中之务，不复亲理，事务委任给行军司马田良丘。杨國忠建议唐玄宗催促哥舒翰出关迎战，唐玄宗于是下令，哥舒翰战败，潼关失守，唐玄宗放弃长安逃往成都。

## 資料來源
- 《旧唐书》哥舒翰传
- 《新唐书》哥舒翰传